# Scuola Francese di Firenze – Mlf Liceo Victor Hugo
La Scuola Francese di Firenze – Liceo MLF, o École française de Florence – Lycée Français Victor Hugo, è una scuola francese in Italia nel circuito dalla Mission Laïque française (Mlf). Nota anche come la Scuola franco-italiana di Firenze, fu istituita nel 1976. Ha sede dal 2012 nel Palazzo Venturi Ginori, via della Scala, e ha circa 500 alunni, dalla materna al liceo.